# Otton III Bawarski
Otton III Bawarski (ur. 11 lutego 1261 w Burghausen, zm. 9 września 1312 w Landshut) – książę Dolnej Bawarii 1290–1312, król Węgier i Chorwacji 1305–1307 (jako Bela V), z dynastii Wittelsbachów.
Syn księcia Dolnej Bawarii Henryka XIII Bawarskiego (w Dolnej Bawarii jako Henryk I) i Elżbiety, córki króla Węgier Beli IV.
Po śmierci ojca w 1290 odziedziczył razem z braćmi Ludwikiem III (zm. 1296) i Stefanem I (zm. 1310) księstwo Dolnej Bawarii. Zaangażował się militarnie w konflikt pomiędzy królami Niemiec Adolfem z Nassau a Albrechtem I Habsburgiem, początkowo wspierał Adolfa, potem po przegranej bitwie pod Göllheim (1298) i śmierci Adolfa, przeszedł na stronę Habsburga. W następnych latach znów zmienił front, tym razem stając po stronie króla Czech Wacława II. Dzięki temu, w czasie walk o tron węgierski jakie toczyły się od 1301 po śmierci Andrzeja III, ostatniego króla Węgier z dynastii Arpadów, pomiędzy Przemyślidami, Habsburgami a Andegawenami, Otto Bawarski (będący wnukiem Beli IV) w 1305 przejął od Wacława II prawa do Korony Świętego Stefana. W tym samym roku przybył na Węgry, gdzie przy poparciu części szlachty koronował się na króla, przyjmując imię Beli V. Przez kolejne dwa lata Otto musiał zmagać się z popieranym przez papiestwo i resztę panów węgierskich pretendentem do korony Karolem Robertem Andegawenem (który z kolei po kądzieli był potomkiem Stefana V). W 1307 Otto został uwięziony przez wojewodę siedmiogrodzkiego, który był stronnikiem Karola Roberta. Ottonowi udało się uciec z niewoli, poprzez Śląsk wrócił do Bawarii, nie zrzekając się praw do korony węgierskiej, jednakże nie przedsięwziął żadnej akcji przeciwko Andegawenowi, któremu w krótkim czasie udało się opanować całe Węgry. Po powrocie do Bawarii Otto wdał się w wojnę z Habsburgami (1309–1311), jednak nie przyniosła mu ona żadnych korzyści.
Otto Bawarski zmarł 9 września 1312 r., do końca życia tytułując się królem Węgier.

## Przodkowie
| 4. Otton II Bawarski      |  |                         |  |  |                       |
|                           |  | 2. Henryk XIII Bawarski |  |  |                       |
| 5. Agnieszka z Palatynatu |  |                         |  |  |                       |
|                           |  |                         |  |  | 1. Otton III Bawarski |
| 6. Bela IV                |  |                         |  |  |                       |
|                           |  | 3. Elżbieta Węgierska   |  |  |                       |
| 7. Maria Laskarina        |  |                         |  |  |                       |
|                           |  |                         |  |  |                       |

## Małżeństwa i potomstwo
Pierwszą żoną Ottona była Katarzyna (zm. 4 kwietnia 1282), córka króla Rudolfa I Habsburga. Para pobrała się w styczniu 1279 i miała razem dwóch synów bliźniaków:
- Henryka (ur. i zm. 1280)
- Rudolfa (ur. i zm. 1280)

Drugą żoną była Agnieszka, córka księcia głogowskiego Henryka III głogowskiego. Ślub Ottona i Agnieszki miał miejsce 18 maja 1309 w Straubing. Małżeństwo to było elementem planów dynastycznych ojca Agnieszki, który w ten sposób szukał nowych sojuszników do walki o tron Polski. Z małżeństwa tego pochodzili:
- Agnieszka (1310–1360)
- Henryk III, książę Bawarii (1312–1333)

Po śmierci męża Agnieszka Głogowska poślubiła w 1329 hrabiego Alrama von Hals, który jednak zmarł już w 1331 r. Dwukrotna wdowa zmarła w 1361, do końca życia, podobnie jak Otto, używając tytułu królowej Węgier.